# Cathédrale Santa Maria Assunta d'Asti
Pour les articles homonymes, voir Cathédrale Santa Maria Assunta.
La cathédrale Notre-Dame de l'Assomption (en italien : cattedrale di Santa Maria Assunta ou duomo d’Asti) est la principale église de la ville d'Asti dans la région du Piémont en Italie du Nord.
Elle est l'église la plus grande et la plus importante qui soit construite avec une architecture gothique dans le Piémont.

## Histoire
Dédiée à Notre-Dame de l'Assomption, sa construction remonte aux dernières années du XIIIe et au début du XIVe siècle, sur les fondations d'un bâtiment plus ancien dont les dernières traces visibles sont un pavement de mosaïque dans le presbytère. Son côté sud est le plus spectaculaire avec le clocher de style roman datant de 1266, les hautes fenêtres à baie unique bordées alternativement de grès et de brique ; la tour-lanterne et le portique Pelletta qui donne accès à l'intérieur de l'édifice. Ce dernier est entièrement décoré de fresques du début du XVIIIe siècle.
Dans les chapelles se trouvent des tableaux de Gandolfino da Roreto, un artiste local de la Renaissance qui y travailla entre la fin du XVe siècle et 1530. Tous les objets liés au culte sont en bois précieux, réalisés par des ateliers locaux au XVIIIe siècle.
La cathédrale abritait un chœur en bois de style gothique sculpté par Baldino da Surso, et qui fut transféré au musée diocésain local.

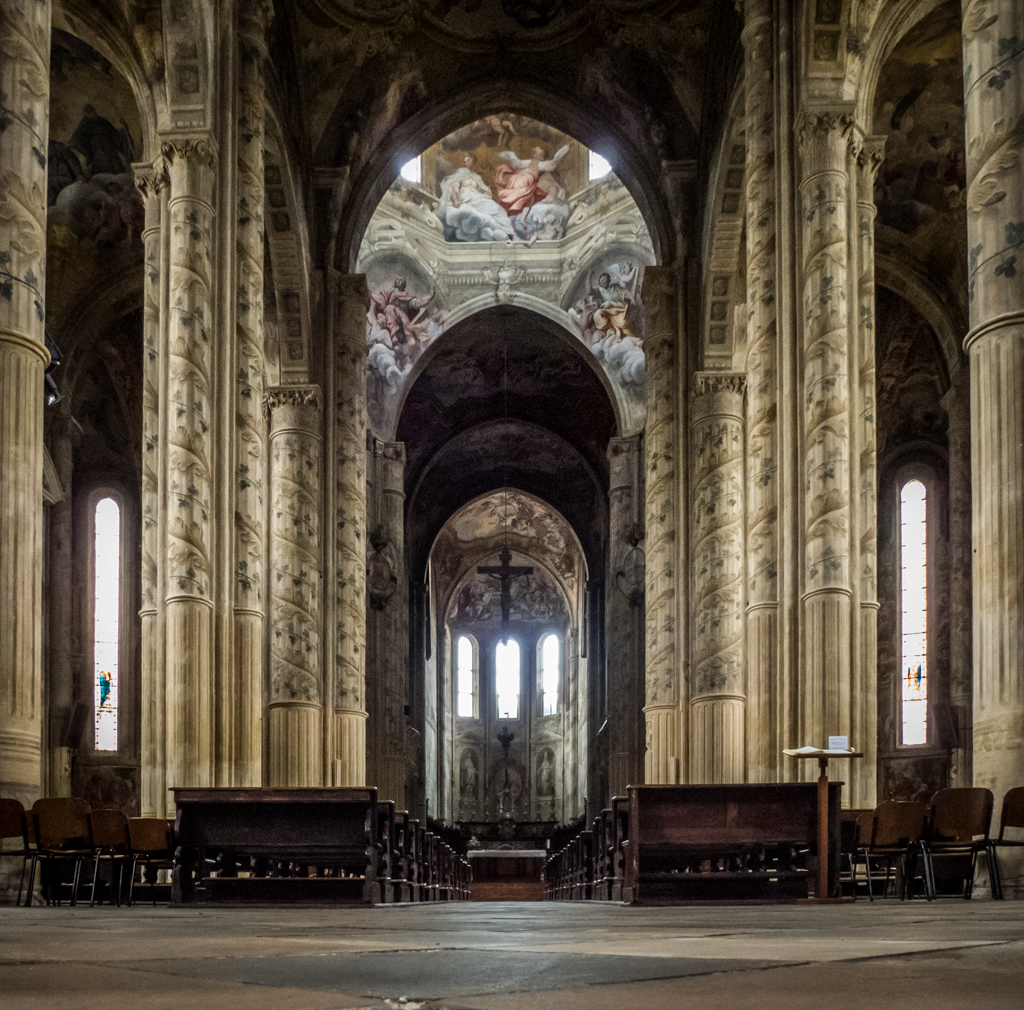
L'intérieur de la cathédrale.

## Source
- (it) Cet article est partiellement ou en totalité issu de l’article de Wikipédia en italien intitulé « Cattedrale di Santa Maria Assunta (Asti) » (voir la liste des auteurs).